# Tomas Braun
Tomas Braun (1876–1961) bio je belgijski advokat i pesnik na francuskom jeziku. Objavljivao je radove pod imenima Bonissart, Brunissart i Ranhissart.

## Biografija
Tomas Braun je rođen u Briselu 8. septembra 1876. godine kao sin senatora Aleksandra Brauna i Feni Mark. Školovao se na Institutu Sveti Lui u Briselu, a odmor je provodio u Ardeni, Bagimont. Studije prava je započeo na fakultetu Sveti Lui u Briselu, proveo je jedan deo svog života u Bonu, a studije je na Katoličkom Univerzitetu u Levenu.
Pre nego što je diplomirao, objavljivao je stihove i porozu pod različitim imenima u različitim časopisima uključujućiː L'Avenir du Luxembourg, L'Avenir social, La Justice sociale, Le Luxembourg, La Belgique, Journal de Bruxelles, L'Etudiant, La Famille, La Petite revue belge, Chasse et pêche i La Revue vélocipédique belge. Godine 1895. je otišao u Pariz kako bi upoznao Žorž-Šarl Uismansa.
Bio je jedan od osnivača L'Escholier i Société Générale Bruxelloise des Etudiants Catholiques i redovni saradnik šružajući svoj doprinos u novim kritikama kao što su Le Drapeau, Durendal i Le Spectateur catholique. Od 1898. godine pa nadalje bio je aktivan u pravnoj profesiji. Bio je ko-autor dva rada u vezi prava, jedan od tih radova je bio o zaštitnim znakovima (engl. trademark), a drugi je bio o patentima. Godine 1900. godine se oženio sa Margeritom Van Mons. Zajedno su živeli u Briselu, a letnjikovac su posedovali u Ardeni. Tokom Prvog svetskog rata radio je advokat branilac mnogim Belgijancima, izvedenim pred sudove koje su osnovale okupacione snage.
Nakon smrti njegove prve žene 1919. godine oženio je Helenu Moler (nećaku Henrija Molera). Godine 1939. bio je izabran za člana Belgijske Kraljevske akademije jezika i literature, ali je tek 1946. godine počeo da radi. Bio je jedan od osnivača Luksemburške akademije.
Umro je u Ikselu 11. septembra 1961. godine.

## Dela

### Poezija
- L'An (1897)
- Le Livre des bénédictions (1900)
- Philatélie (1910)
- Fumée d'Ardenne (1912)
- Les Bénédictions (1941)
- Le Zodiaque (1949)

### Pravo
- sa Albertom Kapitene, Les marques de fabrique et de commerce (Brisel, 1908)
- sa Polom Struji, Précis des brevets d'invention et de la contrefaçon matérielle (Brisel, 1935)